# Raymond Ley

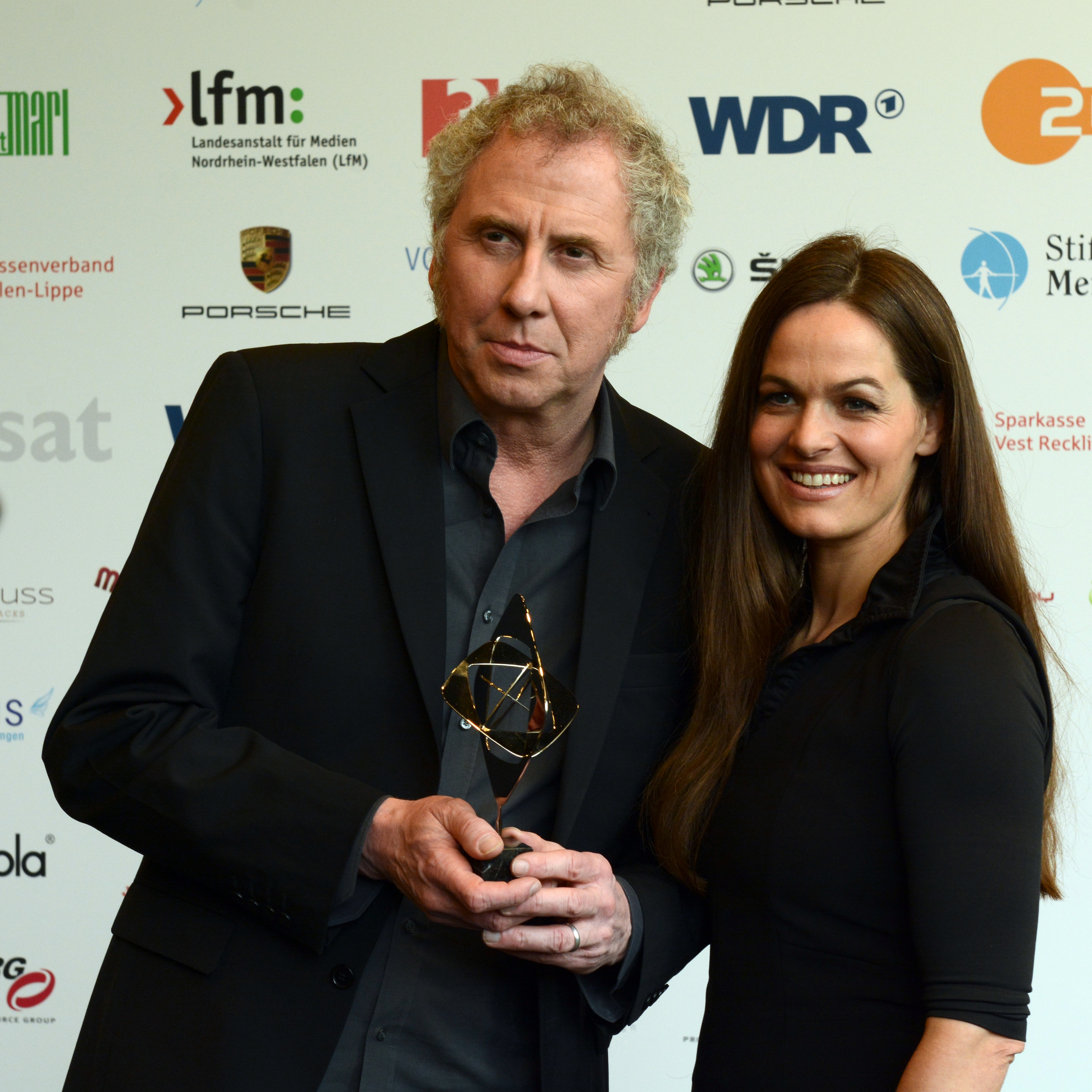
Hannah und Raymond Ley bei der Verleihung des Grimme-Preises 2014

Raymond Ley (* 16. Oktober 1958 in Kassel) ist ein deutscher Autor, Film- und Fernsehregisseur. Er ist vor allem bekannt im Bereich Dokufiktion.

## Leben
Ab 1979 studierte Ley an der Hochschule für Bildende Kunst in Kassel. Bereits 1982 arbeitete er als Filmemacher und war Mitbegründer des Kasseler Dokumentarfilm- und Videofestes mit dem „Filmladen Kassel“. Seit 1984 wurden mehrere seiner Spielfilme durch die Filmförderungen der Länder Hessen, Hamburg und Schleswig-Holstein gefördert. Ab 1991 ist er als freier Regisseur und Autor tätig, dreht und schreibt unter anderem für die Sender ARD, MDR und NDR.

## Filmografie (Auswahl)
- 1998: Ein Hundehasser auf Talkshow-Tour (45 Min., NDR)
- 1998: Hirsche für Moskau (50 Min., Eigenproduktion/Spielfilm)
- 1999/2000: Der Autotempel (Reportage, 30 Min., ARD)
- 1999/2000: Politik ist eine Hure (Reportage, 30 Min., NDR)
- 1999/2000: Beate Uhse – eine deutsche Karriere (45 Min., ARD)
- 2001: Geliebter Müll! – Vom Mann, der nichts wegwerfen konnte (Reportage, 30 Min., ARD)
- 2001: Männer sterben nie! (60 Min., Eigenproduktion/Spielfilm)
- 2002: Ihr seid nur Tiere! – Die Geiseln von Jolo (62 Min., ARTE/ARD)
- 2002: Ronald B. Schill – Nahaufnahme eines politischen Phänomens (45 Min., NDR)
- 2003: Aus Liebe zu Deutschland – Eine Spendenaffäre (90 Min., ARTE, NDR)
- 2003: Die Jahre, wie sie waren – Die Fünfziger (45 Min., NDR)
- 2004: Mord beim Ave Maria – Das Leben der Eva Maria Mariotti (45 Min., ARD)
- 2004: Letzte Zuflucht Männerwohnheim (Reportage, 30 Min., NDR)
- 2005: Die Nacht der großen Flut (90 Min., ARTE/NDR/ARD)
- 2005: Helm ab zum Jubiläum – 50 Jahre Bundeswehr (mit Ulrich Wickert 90 Min., ARD)
- 2006/2007: Helmut Schmidt im Gespräch (45 Min., NDR)
- 2006/2007: Nanking 1937, Tagebuch eines Massakers – die Geschichte des Hamburgers John Rabe (52 Min., ARTE/NDR/WDR)
- 2007/2008: Eschede Zug 884 (90 Min., NDR/ARD)
- 2010: Eichmanns Ende – Liebe, Verrat, Tod (90 Min., NDR/ARD)
- 2010: Die Kinder von Blankenese (90 Min., ARTE/NDR/ARD)
- 2013: Eine mörderische Entscheidung (90 Min., ARTE/NDR/ARD)[2]
- 2014: Meine Tochter Anne Frank (90 Min., HR/WDR/RBB)[3]
- 2016: Letzte Ausfahrt Gera – Acht Stunden mit Beate Zschäpe
- 2016: Tatort: Borowski und das verlorene Mädchen
- 2017: Tod einer Kadettin (89 Min., ARD)
- 2018: Lehman – Gier frisst Herz (90 Min., ARD/HR)[4]
- 2018: Die Aldi-Brüder (90 Min., ARD/WDR)[5]
- 2019: Zellers Reeperbahn (Trailer UFA)[6]
- 2020: Hannelore Kohl – die erste Frau (Regie und Gesprächsführung bei Interviews und Doku-Sequenzen)[7][8]
- 2020: Schuss in der Nacht – Die Ermordung Walter Lübckes (TV-Dokudrama)
- 2021: Der große Fake – Die Wirecard-Story (TV-Dokudrama)
- 2022: Nazijäger – Reise in die Finsternis (TV-Dokudrama)
- 2023: Ich bin! Margot Friedländer (TV-Dokudrama)

## Auszeichnungen und Nominierungen
Ley erhielt mehrere Preise, darunter
- 1992: Silberner Grimme-Preis für das TV-Satiremagazin „KAOS“[9] – dort Mitarbeit als Autor von 1991 bis 1995
- 1994: Nationalpreis der Deutschen Denkmalpflege für den MDR-Film „Leipziger Bahnhof“
- 2003: Nominierung Ernst-Schneider-Preis für „Aus Liebe zu Deutschland – eine Spendenaffäre“
- 2005: Hamburger Produzentenpreis für „Die Nacht der großen Flut“
- 2006: Nominierung „Goldener Prometheus“ als Journalist des Jahres
- 2006: Deutscher Kamerapreis für „Die Nacht der großen Flut“
- 2006: Deutscher Fernsehpreis für „Die Nacht der großen Flut“
- 2010: Magnolia Award (Silber), Shanghai International TV-Festival für „Nanking 1937, Tagebuch eines Massakers – Die Geschichte des Hamburgers John Rabe“
- 2011: Grand Remi Award für Die Kinder von Blankenese und Spezialpreis der Jury für Eichmanns Ende – Liebe, Verrat, Tod, 44. WorldFest Houston (USA)
- 2011: Silver World Medal für Eichmanns Ende – Liebe, Verrat, Tod, New York Filmfestival (USA)
- 2011: Nominierung für Eichmanns Ende – Liebe, Verrat, Tod, Banff World Media Festival (CAN)
- 2011: Nominierung Bester Regisseur für Eichmanns Ende – Liebe, Verrat, Tod, Sichuan TV Festival (China)
- 2012: Gold World Medal für Die Kinder von Blankenese, New York Filmfestival (USA)
- 2013: Nominierung Bernd Burgemeister Fernsehpreis für Eine mörderische Entscheidung, Filmfest München[10]
- 2014: Grimme-Preis Regie/Drehbuch für Eine mörderische Entscheidung zusammen mit Hannah Ley[11]
- 2015: Ehrenpreis des Kasseler Dokumentarfilm- und Videofest
- 2015: Fernsehfilmpreis des Fernsehfilmfestival Baden-Baden für Meine Tochter Anne Frank
- 2016: Nominierung Grimme-Preis für Meine Tochter Anne Frank[12]
- 2016: Nominierung Sektion Drehbuch für Letzte Ausfahrt Gera – Acht Stunden mit Beate Zschäpe, Deutsche Akademie für Fernsehen[13]
- 2018: Silver Remi Award für Tod einer Kadettin, WorldFest Houston (USA)
- 2021: Nominierung Grimme-Preis für Schuss in der Nacht – Die Ermordung Walter Lübckes[14]
- 2023: Nominierung International Emmy Award, Kategorie Documentary für Nazijäger – Reise in die Finsternis[15]
- 2024: Robert-Geisendörfer-Preis für Ich bin! Margot Friedländer zusammen mit Hannah Ley[16]
- 2024: Deutscher Fernsehpreis für Bester Fernsehfilm / Mehrteiler für Ich bin! Margot Friedländer[17]
- 2024: Deutscher Fernsehpreis für Beste Montage Fiktion für Martin Menzel für Ich bin! Margot Friedländer[18]
- 2024: Blauer Panther in der Kategorie Kultur/Bildung für Ich bin! Margot Friedländer zusammen mit Hannah Ley[19]
- 2024: 3satPublikumspreis 2024 für Ich bin! Margot Friedländer[20]